# Palazzo Mereghi
Il Palazzo Mereghi è un'antica dimora nobiliare della città di Jesi, nelle Marche.
Costruito sul luogo di un convento di monache benedettine, si sviluppa intorno a due cortili ed è uno dei più vasti complessi residenziali della città.
Sorge su Corso Matteotti, l'arteria principale della città settecesca, di fronte alla Chiesa di San Nicolò, e vicino al Santuario della Madonna delle Grazie. 

## Storia e descrizione

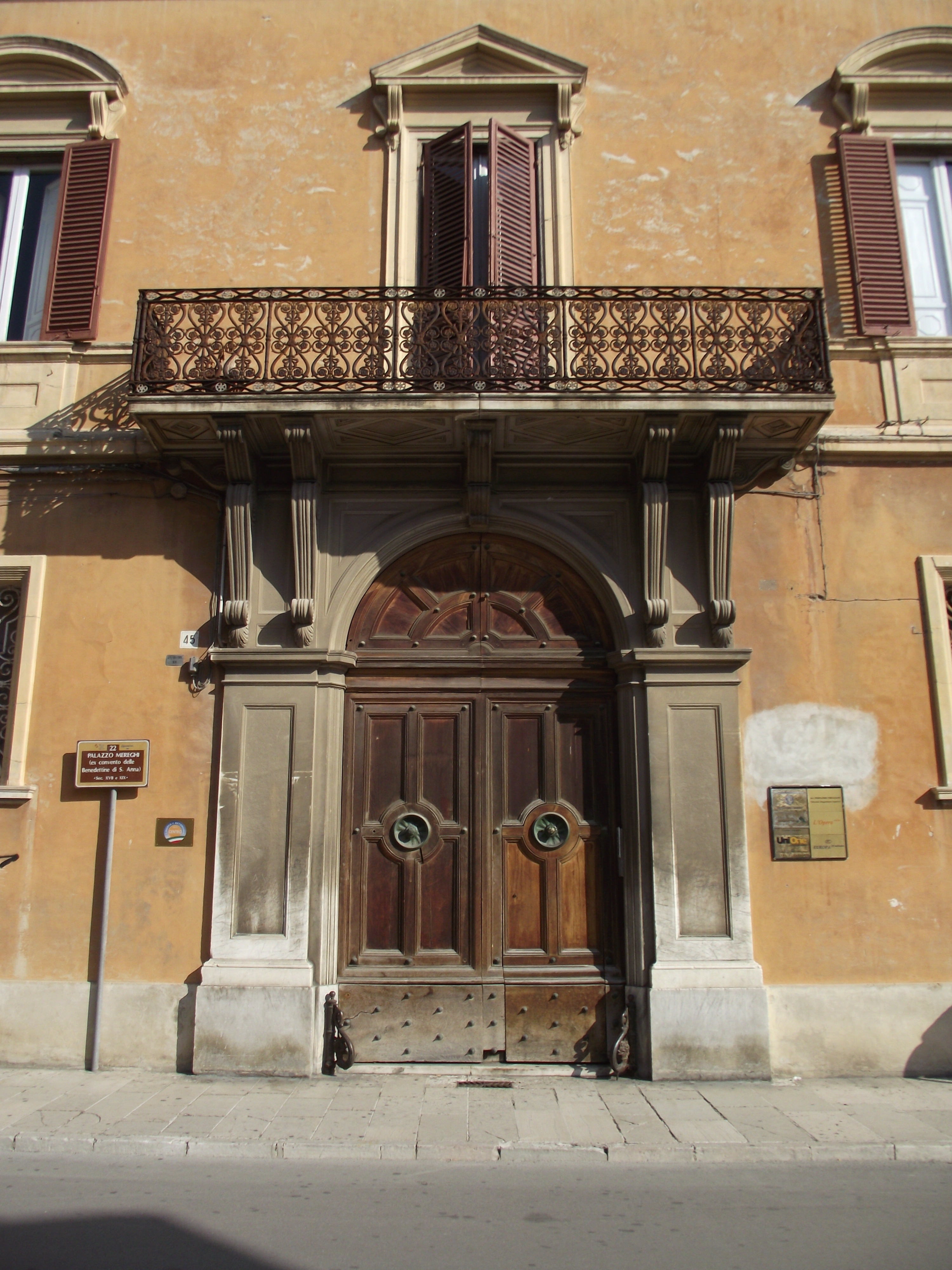
Il portale principale.

In questo luogo nel 1605 il vescovo Pirro Imperioli fece erigere un convento destinato alle monache benedettine di Sant'Anna, anche grazie alle donazioni finanziare e terriere della facoltosa devota Cleofe Cischi. Verso il 1661 il vescovo Alderano Cybo fece ricostruire la chiesa dedicandola alla Madonna e Sant'Anna. L'edificio, con pianta centrale ellittica chiusa da volta cupolata, presenta tre altari; quello maggiore mostrava la pala della Madonna e i Santi Anna, Caterina d'Alessandria e un Vescovo, opera di Antonino Sarti del 1613; oggi nella Pinacoteca civica.
Con il Decreto Valerio del 1860 le monache furono costrette a lasciare il convento. Nel 1863 il marchese Raffaele Mereghi, proprietario anche di diverse manifatture cittadine, acquistò l'edificio per trasformarlo nella sua residenza. I lavori vennero affidati nel 1878 all'architetto comunale Antonio Benvenuti, che, in unostile tardobarocco allineato con l'ambiente circostante, modificò tutto lo stabile incentrandolo attorno a due cortili, ne ridisegnò il prospetto principale sul corso e vi inglobò la chiesa di Sant'Anna. Quest'ultima, cappella gentilizia aperta al pubblico, venne ridecorata e dedicata al Sacro Cuore. Le pale dei tre altari Sacro Cuore di Gesù, all' altare maggiore; Transito di San Giuseppe, su quello destro e Sant'Anna che educa la Vergine e San Gioacchino; sono opera di Fra Silvestro da Bagnoregio. Gli affreschi della cupola vennero commissionati dal marchese all'anziano pittore locale Luigi Mancini, che vi raffigurò Mosè con le tavole della legge e il Cristo Risorto nell’ ovale centrale, e gli Evangelisti nei quattro tondi laterali.
Nel 1880 i lavori erano terminati.